# Liceu a la fresca
Liceu a la fresca es un evento anual realizado por el Gran Teatro del Liceo de Barcelona. Consiste en la reproducción en las plazas de las localidades de los pueblos así como por televisión de una obra que se ha realizado en el teatro de la Ciudad Condal.
El evento comenzó en 2015 conmemorando los 15 de la reapertura del teatro recuperando la idea de Liceu a la platja iniciada en 2007 y finalizada en 2011. Liceu a la platja había retrasmitido Norma, una actuación de Josep Carreras, Turandot, Doña Francisquita y Carmen.

## Obras representadas
- 18 de julio de 2015: La Traviata.[3]
- 8 de julio de 2016: La bohème.[3]
- Año 2017: Il Trovatore[4]
- 16 de junio de 2018: Manon Lescaut.